# Cimetière de Guatemala
Le cimetière de Guatemala (en espagnol : Cementerio General de la Ciudad de Guatemala) est le cimetière principal de la ville de Guatemala, capitale du Guatemala. Construit en 1880 durant la présidence du général Justo Rufino Barrios, le cimetière est détruit lors des séismes de 1917-1918. Par la suite, il ne retrouvera pas sa splendeur initiale. Initialement réservé à l'élite et aux président guatémaltèques, le cimetière gagne progressivement les huit collines mayas environnantes sans n'avoir aucun plan d'urbanisation, à l'instar du développement de la ville après les séismes de 1917-1918 et au séisme de 1976.

## Présentation générale

### Histoire

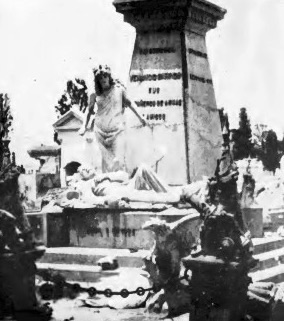
Sépulture de Venancio Barrios.

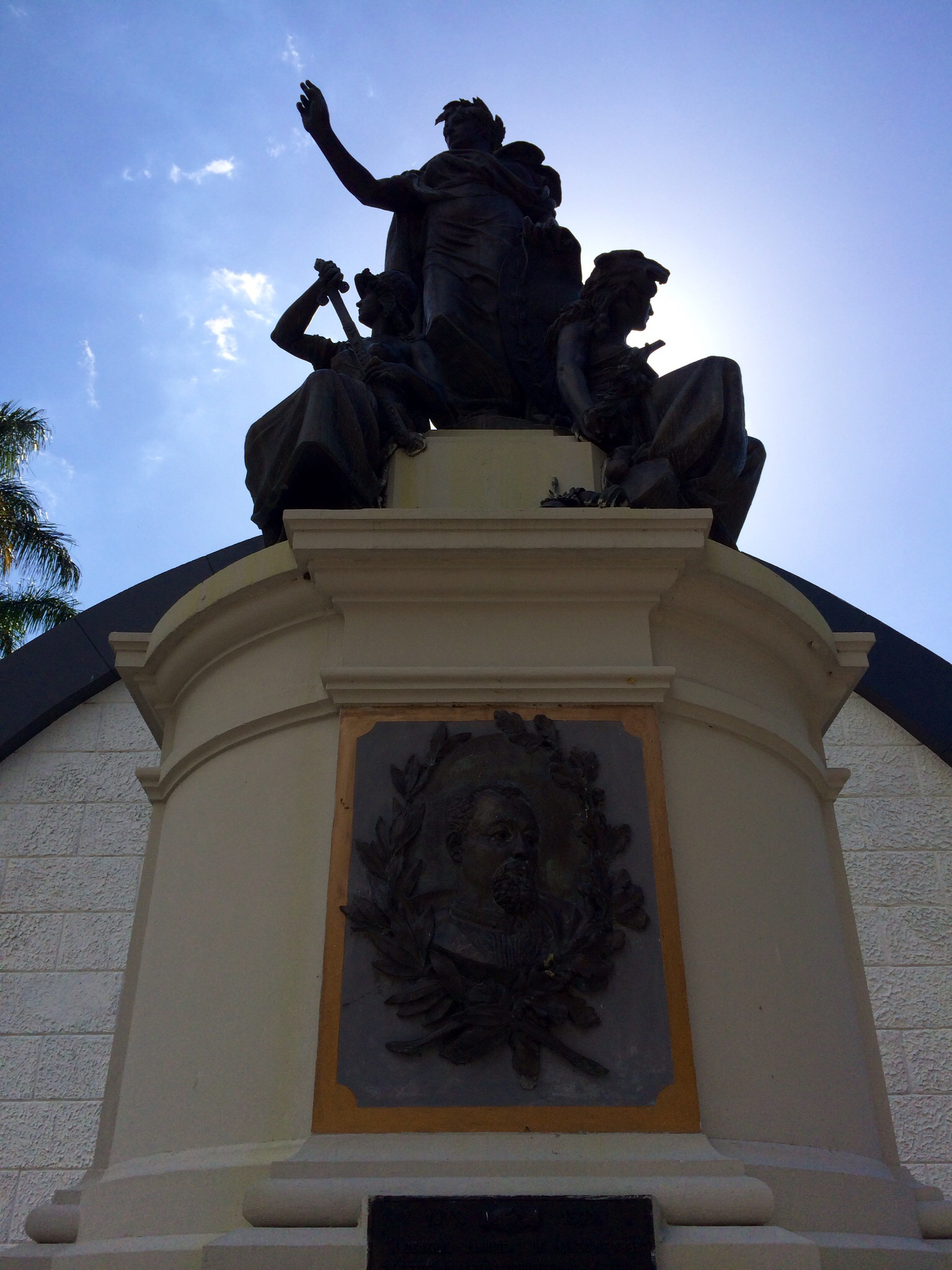
Monument Justo Rufino Barrios et sa sépulture sur la colline #1. Il est commandité par sa veuve en 1892.

Le cimetière de Guatemala prend place à un endroit nommé Potrero de Garcia, terrain qui avait été acheté par le gouvernement de Justo Rufino Barrios en 1878. Ouvert au public en 1881, les travaux ne sont alors toujours pas terminés. Autour du site se trouvent huit collines mayas qui font partie du site archéologique Kaminaljuyú, mais sont séparées du reste par un ravin. Les collines sont entourés de lieux considérés avoir été utilisés pour le ballon de cérémonie[pas clair], bien que ceux-ci semblent trop long et étroits lorsqu'ils sont comparés à des lieux similaires.
Peu avant son ouverture officielle, un transfert des dépouilles provenant du cimetière San Juan de Dios a lieu. Initialement, les lieux sont élaborés dans une symétrie parfaite avec une superficie de 20 000 m2 sans compter les annexes dont La Isla. En alignement parfaite avec les rues environnantes, celle-ci sont bordées par des rangées d'arbres et des sépultures luxueuses construites par des sculpteurs professionnels. Le cimetière est l'un des premiers lieux publics de la ville à être pourvu de l'électricité.
En 1882, un rapport présenté au secrétaire de l'Hôpital San Juan de Dios qui est responsable du cimetière, indique que les collines seront utilisées comme un labyrinthe pour mener à des sépultures plus exclusives à construire.
La colline #1 est choisie par la famille et amis du président Justo Rufino Barrios pour la construction de sa majestueuse tombe. Celle-ci sera inaugurée le 2 avril 1892, soit sept ans après sa disparition. L'intérieur de la colline maya est vidé afin de former le tombeau. Le 30 juin 1894, les restes de Miguel García Granados, ancien président du Guatemala, sont transférés dans le cimetière. Le président de la chambre, Rafael Spinola prononce alors le discours officiel après une cérémonie solennelle.
En 1896, le magazine La Ilustración Guatemalteca publie un article concernant le cimetière le 1er novembre, jour des morts, qui décrit le site à travers ses tombeaux de personnes importantes.

### Séismes de 1917-1918

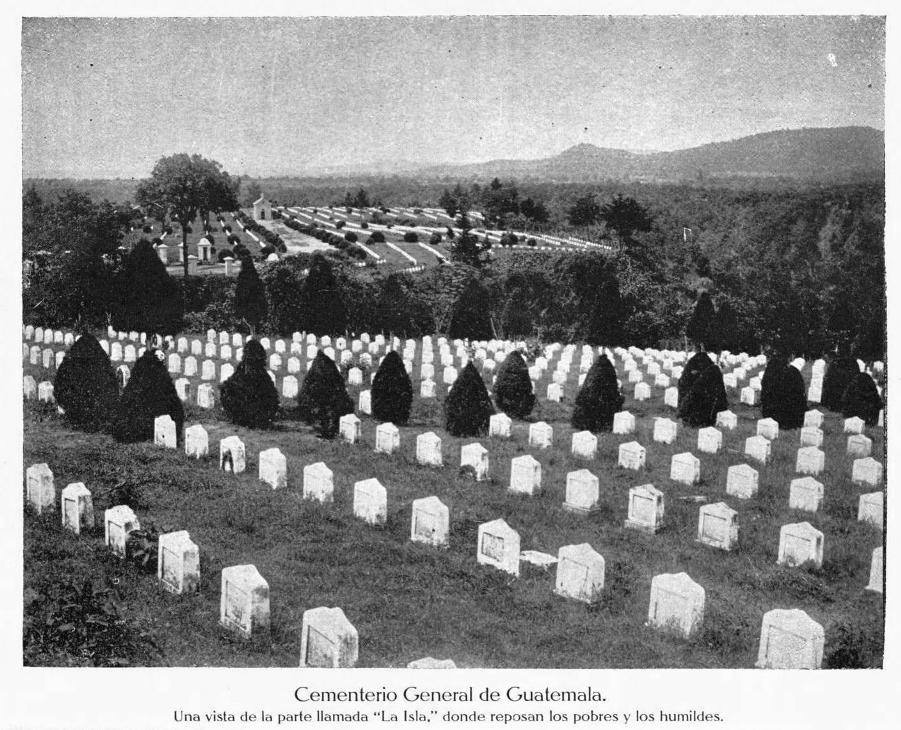
« La Isla », annexe utilisée par les moins nantis avant le désastre de 1917-1918.

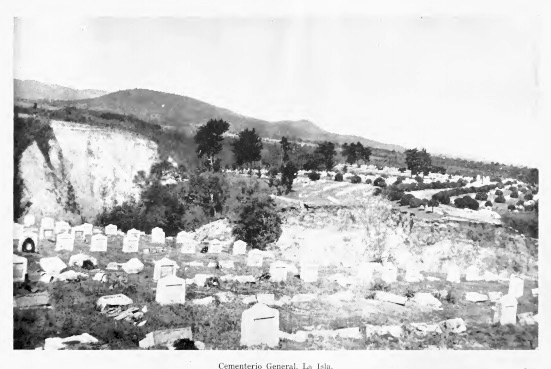
« La Isla » après les séismes.

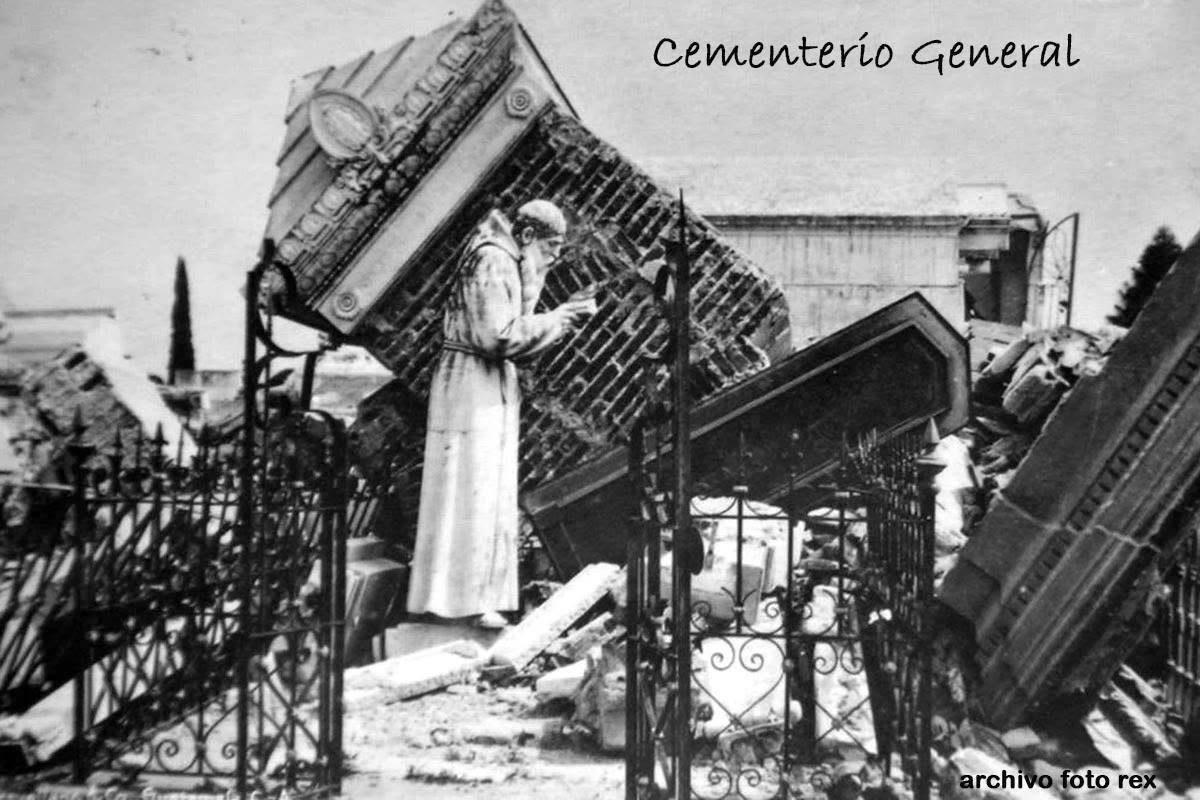
Tombe décrite dans La Ilustración Guatemalteca en 1896. Elle est complètement détruite lors des secousses sismiques de 1917-1918.

Une série de secousses survient dès novembre 1917 et se poursuit jusqu'en janvier 1918. En 1920, le prince Guillaume de Suède, alors en visite à Guatemala et Antigua Guatemala dans un périple à travers l'Amérique centrale, rapporte la totale destruction de la ville et les pénibles efforts de reconstruction.
À la suite des séismes, le cimetière est complètement démoli. Plus de huit mille cadavres sont exhumés par les secousses et, considérant les risques de propagation de la peste, les autorités s'en débarrassent dans un grand feu. Les tombes sont toujours  à l'air libre en 1920 et aucun effort n'est fait pour les restaurer dans leurs conditions originales.

### Coulées de boue de 2015
Le 27 mai 2015, une large coulée de boue causée par l'érosion d'un ravin où coulent les eaux usées emporte 18 tombes. Par la suite, plusieurs personnes tentent de relocaliser les sépultures dans l'éventualité d'une autre coulée. Parmi les monuments en péril figure la sépulture de l'ancien président Miguel García Granados.

## Célèbres occupants
| Nom                                              | Occupation                             | Brève description | Localisation      |
| ------------------------------------------------ | -------------------------------------- | --- | ----------------- |
| Jacobo Árbenz Guzmán (1913–1971)                 | Colonel et homme politique             | Secrétaire de la Défense sous Juan José Arévalo et ensuite président de 1951 à 1954. | Entrée principale |
| Azmitia González, José (es) (1860-1946)          | Militant conservateur et chef syndical | Joue un rôle décisif dans les mouvements menant à la chute du président Manuel Estrada Cabrera en avril 1920. Il continue son militantisme contre le régime du général José María Orellana et sera l'un des 311 citoyens exigeant la démission du président Jorge Ubico en mai 1944. | Tombe privée      |
| Justo Rufino Barrios (1835-1885)                 | Général et chef libéral                | président du Guatemala qui tente d'établir une Union centraméricaine par la force, mais meurt pendant sa tentative lors de la bataille de Chalchuapa. Au pouvoir, il stimule l'économie guatémaltèque en promouvant le développement des plantations de café.                        | Colline N.°1      |
| Oliverio Castañeda de León (en) (1955–1978)      | Leader étudiant                        | Membre des jeunes communiste du Partido Guatemalteco del Trabajo (PGT) qui milite pour les droits de l'homme au Guatemala, en tant que chef de l'association étudiante de l'université de San Carlos. Il est tué par le gouvernement dans le square central de Guatemala.            |                   |
| Vicente Cerna Sandoval (1815-1885)               | Maréchal                               | Président du Guatemala de mai 1865 à juin 1871. | Avenue principale |
| Manuel Colom Argueta (en) (1932-1979)            | Avocat et homme politique              | Maire de Guatemala de 1970 à 1974. Il combat fortement pour la justice sociale mais est assassiné en 1979. Il est l'oncle d'Álvaro Colom, président du Guatemala de 2008 à 2012. |                   |
| María García Granados y Saborío (en) (1860-1878) | Socialite                              | Fille du général Miguel García Granados. Alors âgée de 18 ans, le poète et héros cubain José Martí écrit son fameux poème La Niña de Guatemala en son honneur. | Tombe privée      |
| Miguel García Granados (1809-1878)               | Officier et homme politique libéral    | Président de facto du Guatemala entre 1871 et 1873. Une coulée de boue dans une partie du cimetière le 27 mai 2015 endommage sa sépulture. |                   |
| Antonio José de Irisarri (en) (1786–1868)        | Officier et diplomate                  | Meurt à New York alors qu'il sert comme ambassadeur de l'Amérique centrale au États-Unis. Ses restes sont rappatriés au Guatemala en 1968. | Colline #5        |
| José Milla y Vidaurre (1822–1882)                | Historien, écrivain et diplomate       | L'un des auteurs les plus connus du Guatemala. | Rue principale    |
| Jorge Ubico Castañeda (1878-1946)                | Officier et homme politique libéral    | Président du Guatemala de 1931 à 1944. | Tombe privée      |
| José Víctor Zavala (en) (1815-1886)              | Maréchal et homme politique            | Connu au Guatemala en tant que « Mariscal Zavala » et le « D'Artagnan guatémaltèque", l'un des meilleur officiers sous les ordres du président-général Rafael Carrera. | Colline #5        |
| Edgar Zollinger (es) (1876–1898)                 | Fermier                                | Citoyen britannique d'origine suisse, assassin du président José María Reina Barrios en février 1898. | La Isla           |